# Артур Кьониг
Артур Кьониг (на немски: Arthur König) е германски физиолог.

## Биография
Роден е на 13 септември 1856 година в Крефелд, Прусия. Работи в областта на цветното зрение. Той установява, че дихроматизмът се дължи на отсъствието на един от трите фотопигмента.
Умира на 26 октомври 1901 година на 45-годишна възраст.